# L'uomo di neve (film 2017)
L'uomo di neve (The Snowman) è un film thriller psicologico del 2017 diretto da Tomas Alfredson e scritto da Peter Straughan, Hossein Amini e Søren Sveistrup. Una coproduzione internazionale tra Regno Unito, Stati Uniti, Svezia e Giappone, è la storia basata sull'omonimo romanzo del 2007 di Jo Nesbø. Il film è interpretato da Michael Fassbender, Rebecca Ferguson, Charlotte Gainsbourg, Val Kilmer e J. K. Simmons, e segue le vicende dell'ispettore Harry Hole mentre rintraccia un serial killer che costruisce pupazzi di neve sulle scene del crimine. Le riprese principali  sono iniziata il 18 gennaio 2016 in Norvegia, prima di trasferirsi a Londra e in Svezia.
The Snowman è stato presentato in anteprima il 7 ottobre 2017 all'Haifa International Film Festival ed è uscito nelle sale il 14 ottobre 2017 nel Regno Unito e in Svezia e il 20 ottobre 2017 negli Stati Uniti dalla Universal Pictures. Il film ha incassato 43 milioni di dollari in tutto il mondo contro un budget di 35 milioni di dollari, ed è stato ampiamente stroncato dalla critica, che lo ha definito "un cliché e poco coinvolgente". Alfredson in seguito attribuì molti dei problemi del film al programma di produzione affrettato.

## Trama
In una capanna remota, un ragazzo e sua madre, Sarah, ricevono la visita del padre biologico violento, un agente di polizia di nome Jonas. Jonas colpisce e aggredisce sessualmente Sarah, che minaccia di dire alla moglie di Jonas del loro figlio illegittimo. Jonas se ne va e Sarah lo segue in macchina con suo figlio. Durante l'inseguimento, cade in uno stato catatonico, lasciando andare il volante. Il ragazzo scappa mentre l'auto si schianta in un lago. Nonostante le sue suppliche, sua madre rimane seduta e affonda.
Anni dopo, Harry Hole, un ispettore del distretto di Oslo del servizio di polizia norvegese lotta con l'alcolismo e una recente rottura con Rakel, madre di un ragazzo di nome Oleg che Harry ama come un figlio. Dopo aver ricevuto una misteriosa lettera firmata con il disegno infantile di un pupazzo di neve, Harry incontra la nuova recluta Katrine Bratt e accompagna la sua indagine sulla scomparsa di Birte Becker, una donna con marito e figlia. I due trovano un pupazzo di neve a casa di Becker.
Harry si rende conto che Katrine ha preso i fascicoli della polizia senza permesso. Scopre che lei sta cercando un collegamento tra diversi casi di persone scomparse e un altro caso, di nove anni prima, su cui era stato indagato un ispettore alcolista di nome Gert Rafto. Katrine convince Harry a partecipare a una nuova indagine sulla scomparsa di Sylvia Otterson, che trovano viva e vegeta nella sua fattoria. Poco dopo la loro partenza, una figura mascherata decapita Sylvia con un cablaggio elettrificato. Arriva una chiamata che richiede a Harry specificamente di tornare alla fattoria con Katrine. Lì incontrano la gemella identica di Sylvia, Ane. Il corpo di Sylvia è nella sua stalla e la sua testa sopra un pupazzo di neve.
Katrine crede che l'uomo d'affari corrotto Arve Støp sia responsabile delle morti. Viaggiando a Bergen per indagare ulteriormente, Harry incontra il nuovo fidanzato di Rakel, Mathias, un chirurgo estetico, e si rende conto di aver dimenticato di aver promesso di portare Oleg in campeggio lo stesso giorno. A Bergen, Harry scopre che l'ispettore Rafto è morto a causa di un'apparente ferita da arma da fuoco autoinflitta alla testa. Harry poi scopre che Katrine è la figlia di Rafto.
Si è scoperto che le recenti vittime hanno visitato ciascuna la clinica del dottor Vetlesen, che supervisiona anche il giro di prostituzione di alta classe di Støp. Quando il telefono di Becker viene riattivato, il segnale viene rintracciato fino alla casa di Vetlesen. Katrine va ad arrestare Vetlesen stessa ma lo trova morto per una ferita da arma da fuoco alla testa, insieme ai resti di Birte Becker e di un'altra persona scomparsa, Hegen Dahl. La polizia considera la morte di Vetlesen un suicidio e sospende Katrine per aver infranto il protocollo.
Katrine, sperando di indurre Støp a confessare di aver ucciso suo padre, flirta con lui durante un evento pubblico. La invita nella sua camera d'albergo dove lei installa una telecamera nascosta ma senza successo; viene aggredita e drogata da una figura mascherata che le recide un dito della mano destra. L'aggressore usa il dito per sbloccare il suo tablet di lavoro e cancellarne tutti i dati. La mattina dopo, Harry trova Katrine morta all'interno di un'auto decorata dalla sagoma di un pupazzo di neve sul tetto.
Rakel fa visita a Harry, ammettendo che è combattuta e che le manca. Cominciano a baciarsi appassionatamente ma vengono interrotti da una telefonata di Mathias. Seguendo una pista lasciata da Katrine, Harry intervista nuovamente Filip e scopre di aver incontrato uno specialista in ormoni e consulente in visita che finisce per essere Mathias. Nel frattempo, Mathias rapisce Rakel e Oleg, portandoli in un cottage a Telemark. Harry individua il cottage e trova Mathias che tiene in ostaggio la madre e il ragazzo. Si scopre che Mathias è il ragazzo della prima scena, che odia sua madre per averlo abbandonato e alla fine prende di mira le madri che, secondo lui, stanno facendo del male ai loro figli. Harry libera Rakel da un cablaggio ma perde un dito. Mathias scappa e Harry lo insegue su un lago ghiacciato. Mathias spara a Harry e poi va verso di lui. Il ghiaccio sotto di lui si rompe e lui cade in acqua, trascinato sotto il ghiaccio dalla corrente.
La scena finale mostra Harry, a cui è stato sostituito il dito mancante con una protesi metallica, mentre si offre volontario per un nuovo caso di omicidio.

## Produzione
Inizialmente l'adattamento cinematografico del romanzo di Nesbø doveva essere diretto da Martin Scorsese, ma la regia venne infine affidata allo svedese Tomas Alfredson, mentre Scorsese rimase legato al progetto come produttore esecutivo. Le riprese del film sono iniziate a gennaio 2016 in Norvegia, nelle città di Drammen, Oslo e Bergen e nell'area di Rjukan.

## Promozione
Il primo trailer è stato diffuso il 19 luglio 2017. Il secondo trailer è stato pubblicato il 5 settembre 2017.

## Distribuzione
Il film è stato distribuito nelle sale cinematografiche britanniche il 13 ottobre 2017, mentre in quelle italiane il 12 ottobre dello stesso anno.